# Peter Kummer (Baumeister)
Peter Kummer († nach 1610) war ein deutscher Baumeister und sächsischer Hofmaurermeister.
Peter Kummer der Ältere, sein Bruder Martin Kummer der Jüngere war ebenfalls ein Baumeister († 1594 in Berlin), stand seit 1562 in Diensten des Kurfürsten von Sachsen. 1572 leistete er in Dresden den Bürgereid. 1577 ernannte ihn Kurfürst August von Sachsen zum Dresdener Hofmaurermeister, 1586 bzw. 1592 wurde er von dessen Nachfolgern Christian I. und Christian II. in seinem Amt bestätigt. Zu seinen Werken gehörten die Umbauten der Schlösser Seyda und Prettin (1573–1574), Moritzburg (1582–1584) unter Paul Buchner, Colditz (1582–1586), das Schloss Gommern (1579), das Augusteum in Wittenberg (1580–1582) sowie Arbeiten an den Schlössern Augustusburg (1583) und Dresden (1591). In Berlin wurde er 1585 von Rochus zu Lynar für den Bau der Schlossapotheke herangezogen und machte dafür schon in Dresden die Entwürfe.
Sein Sohn, Peter Kummer der Jüngere, wurde 1608 als Bürger Dresdens vereidigt und 1627 als Hofmaurermeister verpflichtet. Zu seinen Arbeiten gehörte die Erneuerung des Fürstlichen Hauses (1609/1610).